# Jan Kazimierz Ordyniec
Jan Kazimierz Romuald Ordyniec herbu Ostoja, krypt.: J.K. O., (ur. 1797 na Wołyniu, zm. w maju 1863 w Paryżu) – polski tłumacz, dziennikarz, redaktor, poeta i krytyk literacki; działacz Wielkiej Emigracji.

## Życiorys
Ordyniec pochodził z niezamożnej rodziny średniej szlachty. Nauki pobierał w Liceum Krzemienieckiem i na Uniwersytecie Wileńskim, gdzie zapoznał się z Antonim Odyńcem i z Joachimem Lelewelem. Po ukończeniu studiów w roku 1824 podjął pracę jako nauczyciel w Winnicy, potem przeniósł się do Warszawy, gdzie pracował jako sekretarz prefektury policji. W roku 1826 ordynat hr. Stanisław Kostka Zamoyski umieścił Ordyńca (jako bibliotekarza i nauczyciela syna Zamoyskiego) i Odyńca w swym Pałacu Błękitnym w Warszawie i zlecił im przygotowanie wydawnictwa „Pamiętnik imienia Zamoyskich”, dając im mieszkanie i wikt w pałacu oraz 100 dukatów rocznej pensji. Jak to opisał Franciszek Salezy Dmochowski w swych wspomnieniach, „umieścił ich w oficynie maleńkiej na pierwszym piętrze, w dwóch pokoikach, których okna wychodziły na Ogród Saski i dał im kilkadziesiąt zeszytów dziennika pod tytułem Revue Anglaise, wydawanego w Genewie, by z nich wybierali i tłumaczyli artykuły do „Pamiętnika”. [...] Upłynął więcej niż rok, a za stanowcze wydawanie „Pamiętnika imienia Zamoyskich” pan ordynat zabrać się nie mógł”. W związku z bezowocną działalnością obu redaktorów po Warszawie zaczął krążyć złośliwy wierszyk pióra Witwickiego i Zaleskiego: „Odyniec i Ordyniec, z ordynata łaski/Umieszczeni ordynkiem, patrzą na Ogród Saski”, co obu panów skłoniło do odejścia ze służby Zamoyskiego.
W czasie powstania listopadowego Ordyniec działał jako polityk m.in. w Towarzystwie Patriotycznym. Po klęsce powstania wyemigrował do Paryża, gdzie pozostał do końca życia. Od roku 1832 był bibliotekarzem Towarzystwa Demokratycznego Polskiego, ale stanowisko  i członkostwo utracił, podejrzany o sprzeniewierzenie części funduszów Towarzystwa. Początkowo przeciwny polityce Adama Jerzego Czartoryskiego, zbliżył się z biegiem lat do jego stronnictwa, zwanego Hotel Lambert.
Był nieżonaty i bezdzietny. Zmarł w Paryżu (maj 1863), w wieku 66 lat.

## Twórczość
Latem roku 1826 Ordyniec zakupił stołeczny periodyk „Dziennik Warszawski”, wydawał i redagował go (po M. Podczaszyńskim) do roku 1829. Jednocześnie w latach 1828–1831 pracował jako szef (dyrektor) Drukarni Komisji Rządowej Wyznań Religijnych i Oświecenia Publicznego. Działał także jako tłumacz, przetłumaczył m.in. z niemieckiego 3 powieści Aleksandra Oppeln-Bronikowskiego, „Zawieprzyce”, „Hipolit Boratyński” i „Elekcję” i z angielskiego „Życie Napoleona Bonaparte” Waltera Scotta.
W Paryżu Ordyniec działał jako nauczyciel niemieckiego i tłumacz z polskiego na francuski. Pod koniec życia był także kustoszem Biblioteki Polskiej (stracił posadę, gdy zniknął pewien cenny rękopis), i członkiem redakcji „Wiadomości Polskich”.

### Artykuły i drobne utwory
Swe ważniejsze artykuły i drobne utwory Ordyniec umieszczał w czasopismach i zbiorach: „Dekameron Polski” (1830), „Dziennik Warszawski” (1826-1829; tu m.in.: O dalszym wychodzeniu „Dziennika Warszawskiego”, 1827 t. 10, s. 250 i następne; O związku i powinowactwie sztuk pięknych, a szczególniej poezji z muzyką, 1828 t. 11, s. 1-27, 216-234; O dalszym wychodzeniu „Dziennika Warszawskiego”, 1829 t. 18, s. 341-342), „Dziennik Wileński” (tu: Trzy krzyże pod Brykowem. Ballada, 1826 t. 1, s. 32-40, przedr. C. Zgorzelski w: Ballada polska, Wrocław (1962) „Biblioteka Narodowa” seria I, nr 177), „Gazeta Polska” (tu: Odpowiedź na krytykę w „Rozmaitościach Warszawskich”, 1827 s. 975), „Pismo Komisji Korespondencyjnej” (Poitiers 1837-1843), „Pismo Towarzystwa Demokratycznego Polskiego” (Paryż 1832, nr 1), „Pospolite ruszenie” t. 1, Paryż 1835.

### Ważniejsze przekłady
1. K. L. Schaller (J. Schwaldopler): Zasady poezji i wymowy... Z niemieckiego języka przełożone, a do polskiej literatury zastosowane t. 1-2, Warszawa 1826-1827
2. A. Bronikowski: Zawieprzyce. Powieść historyczna, Warszawa 1828
3. A. Bronikowski: Hipolit Boratyński. Romans historyczny... tłumaczony z niemieckiego t. 1-6, Warszawa 1828–1829; wyd. następne: przejrzane i uzupełn. przez K. Kaszewskiego, Warszawa 1867; także Warszawa 1875 „Biblioteka Najcelniejszych Utworów Literackich Europejskiej Literatury Polskiej”; Warszawa 1904
4. A. Bronikowski: Elekcja. Powieść... przełożona z niemieckiego, Warszawa 1829, wyd. następne: Warszawa 1877 „Biblioteka Najcelniejszych Utworów Literackich Europejskiej Literatury Polskiej”; Przemyśl 1882 „Biblioteka Uniwersalna Arcydzieł Polskich i Obcych”; Warszawa 1904
5. J. Czyński: La Nuit du 15 Août 1831 à Varsovie, précédée d'un aperçu rapide de toute la révolution... Traduction, notes et détails de J.-C. Ordyniec, Paryż 1832.

### Prace edytorskie
1. Życie Napoleona Bonapartego, poprzedzone obrazem rewolucji francuskiej. Ułożone według różnych autorów przez... t. 1, Warszawa 1830
2. „Pospolite ruszenie. Dzieło poświęcone sprawie narodowej” t. 1, Paryż 1835; ukazał się tylko zeszyt nr 1 (początek t. 1); redaktor był równocześnie autorem niektórych artykułów.

### Listy
- Do J. Lelewela 3 listy z roku 1825, rękopis: Biblioteka Jagiellońska, sygn. 4435.